# 乔治·亨特 (赛艇运动员)
乔治·亨特（英語：George Hunt，1916年8月1日—1999年9月3日），美国男子赛艇运动员。1936年夏季奥林匹克运动会赛艇比赛获得男子八人单桨有舵手金牌。